# Henri Corvetto
Henri Corvetto, né à Monaco, est un ancien président de l'AS Monaco FC.

## Biographie
Henri Corvetto fut président de l'AS Monaco en 1975.